# Ruth Svedberg
Ruth Svedberg (Suecia, 14 de abril de 1903-27 de diciembre de 2002) fue una atleta sueca, especialista en la prueba de lanzamiento de disco en la que llegó a ser medallista de bronce olímpica en 1928.

## Carrera deportiva
En los JJ. OO. de Ámsterdam 1928 ganó la medalla de bronce en el lanzamiento de disco, llegando hasta los 35.092 m, tras la polaca Halina Konopacka que con 36.62 metros batió el récord del mundo, y la estadounidense Lillian Copeland (plata).